# Morone saxatilis

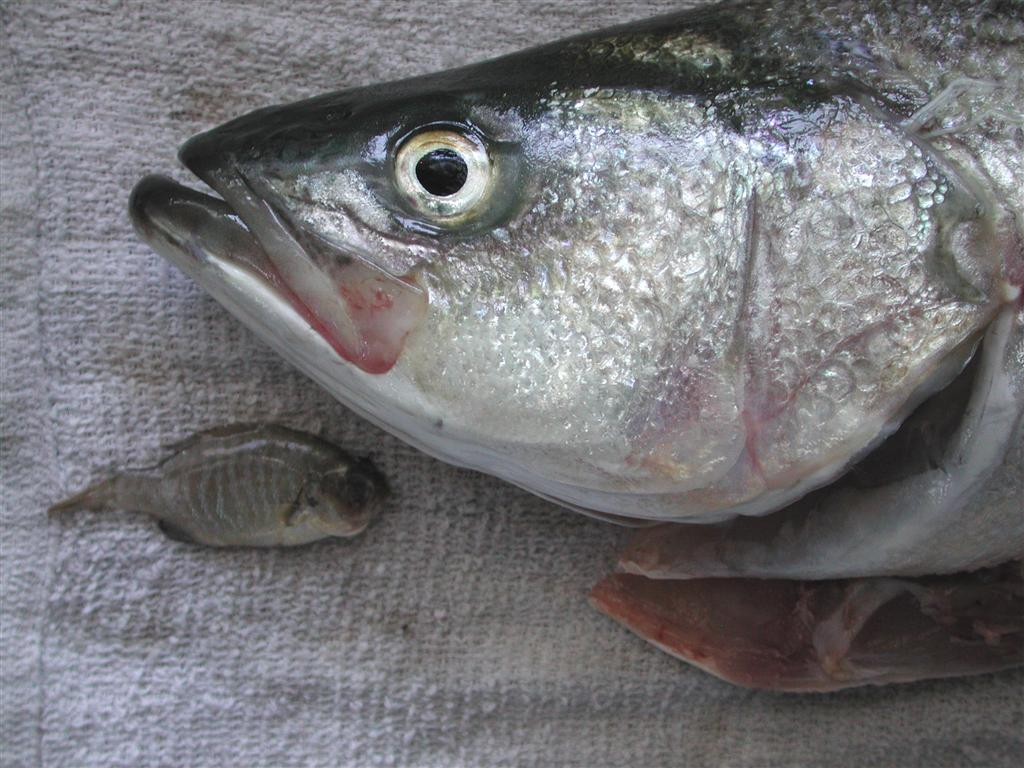
Particolare della testa.

Morone saxatilis (Walbaum, 1792), comunemente noto come persico spigola, è un pesce osseo marino e d'acqua dolce della famiglia dei Moronidae.

## Distribuzione e habitat
Questa specie è diffusa nelle acque marine costiere dell'Oceano Atlantico occidentale tra il Canada meridionale e la Florida settentrionale nonché nel nord del Golfo del Messico e nel tratto inferiore dei fiumi che sfociano in queste acque. È stato introdotto in svariati paesi tra cui Russia e Turchia e in diversi stati degli USA di cui non è originario. In Italia è stato introdotto l'ibrido fertile tra questa specie e Morone chrysops, anche detto palmetto. Predilige una temperatura tra gli 8 °C ed i 25 °C. In mare vive in zone costiere riparate ed, essendo anadromo penetra nei fiumi in primavera per la riproduzione. Esistono anche alcune popolazioni landlocked ovvero che trascorrono tutta la vita in acque dolci.

## Descrizione
Questo pesce ha aspetto generale simile a quello della spigola europea ma ha corpo nettamente più alto: l'altezza del corpo è compresa tra 3,4 e 4,2 volte nella lunghezza totale; il corpo è piuttosto compresso lateralmente. Ha due pinne dorsali separate, la prima con 9 - 11 spine, la seconda con una spina e 10 - 13 raggi molli. La pinna caudale è omocerca e biloba.
La colorazione di fondo è argentea ma sui fianchi sono presenti alcune striature scure ben distinte, irregolari come numero e spesso con interruzioni e sfasamenti. Queste linee partono dall'opercolo branchiale e arrivano fino al peduncolo caudale.
Ha una lunghezza massima di 200 cm (media 120 cm). Il peso massimo noto è di 57 kg.

## Biologia
La durata massima di vita di è di 30 anni.

## Alimentazione
È un animale a dieta non specializzata, che si può facilmente adattare alle prede presenti nel suo habitat. Le larve sono zooplanctofaghe, i giovanili si cibano di invertebrati acquatici e gli adulti sono prevalentemente piscivori ma possono cacciare anche crostacei, cefalopodi e altri invertebrati.

## Riproduzione
Smette di alimentarsi appena prima della riproduzione, che avviene in acque dolci. Ogni femmina può deporre fino a tre milioni di uova che sono pelagiche così come le larve che si schiudono entro tre giorni dalla deposizione.

## Pesca
Questa specie ha notevole importanza per la pesca commerciale e sportiva nei territori d'origine. Viene catturata con lenze di vario tipo, reti da posta e nasse. È anche oggetto di piscicoltura.

## Conservazione
Questa specie ha popolazioni generalmente in buono stato e non è considerata minacciata. Le popolazioni della baia di Chesapeake, del fiume Hudson e della baia di Albemarle hanno mostrato forti riduzioni numeriche a causa della sovrapesca, ma limiti più stringenti alla cattura e la liberazione di avannotti di allevamento hanno risolto il problema. Anche la popolazione (introdotta) dell'estuario del fiume Sacramento in California è in forte declino fin dagli anni sessanta del XX secolo a causa del forte inquinamento idrico.